# Popoli
Popoli é uma comuna italiana da região dos Abruzos, província de Pescara, com cerca de 5.560 habitantes. Estende-se por uma área de 34 km², tendo uma densidade populacional de 164 hab/km². Faz fronteira com Bussi sul Tirino, Collepietro (AQ), Corfínio (AQ), San Benedetto in Perillis (AQ), Tocco da Casauria, Vittorito (AQ).

## Demografia
| Variação demográfica do município entre 1861 e 2011                               |
|                                                                                   |
| Fonte: Istituto Nazionale di Statistica (ISTAT) - Elaboração gráfica da Wikipedia |